# Black Peril FC
Black Peril Football Club is een Botswaanse voetbalclub uit de stad Tlokweng. Black Peril degradeerde na het seizoen 2010/2011 uit de Mascom Premier League, de nationale voetbalcompetitie van Botswana.